# Trichopelma insulanum
Trichopelma insulanum là một loài nhện trong họ Barychelidae. Loài này phân bố ờ Saint Thomas.